# サンドラ・アソン
サンドラ・アソン・カナルダ（Sandra Azón Canalda, 1973年11月12日 - ）は、スペイン・バルセロナ県バルセロナ出身の女子セーリング競技選手。

## 経歴
2000年にオーストラリアのシドニーで開催された2000年シドニーオリンピックでは、ナタリア・ビア・ドゥフレスネと組んだ470級で6位に入賞した。2001年の世界選手権では銅メダルを獲得した。2002年の世界選手権ではイングリングで金メダルを獲得した。2004年にギリシャのアテネで開催された2004年アテネオリンピックでは、ナタリア・ビア・ドゥフレスネとともに470級で銀メダルを獲得した。